# メロディ (テレビドラマ)
『メロディ』は、1997年1月5日から3月30日まで毎週日曜日21:00 - 21:54に、TBS系列の「東芝日曜劇場」枠で放送された日本のテレビドラマ。主演は小泉今日子と小林薫。

## あらすじ
世田谷区に住む専業主婦のサチコは、メキシコに赴任中の夫・静一から、他に女性ができ、その女性が妊娠してしまったため、別れてほしいと唐突に告げられる。サチコは、以前から義母の久子を良く思っておらず、一戸建てに住み、恵まれてはいたが、現在の生活に不満を持っていた。ある日の夜、カフェで見知らぬ女性が携帯電話で話している内容に影響を受けたサチコは、長男の正和と愛犬のロッキーを連れ出し、行くあてもなく電車に乗り、八王子市へやって来た。
朝食の飲食店で偶然流れていたテレビ番組を見て、父親の一件以来、笑顔を見せることのなかった正和が笑顔を見せたことに驚くサチコ。その番組は、営業課長・大山誠一が出演しているリバーサイドケーブルテレビの番組であった。その後、市内を歩いていた2人は、ロッキーに電柱にフンをさせたことを知らない男性に叱られてしまい、一度は口論になってしまうものの、サチコはその男性が先ほどのテレビ番組に出演していた大山であると気づき、大山が出演していたテレビを見て、笑顔を見せた正和のことを話す。その言葉に機嫌が良くなった大山は、自らロッキーのフンを始末し、捨てゼリフを残して去っていった。
そのとき、大山は営業部の求人のチラシを電柱に貼っている最中だったのだ。縁を感じたサチコは、募集人数は少ないものの、求人に応募することを決める。

## キャスト
- 原サチコ：小泉今日子
- 大山誠一：小林薫
- 桜木信太郎：玉置浩二
- 小島真：諸星和己
- 柳田拓也：金子賢
- 大山京子：田畑智子
- 篠田春子：吉行和子
- 吉川雅美：鈴木早智子
- 広岡真理子：三浦理恵子
- 西浦早苗：池田有希子
- 石原りえ：伊藤奈穂
- 大山洋子：萬田久子
- 黒崎淳之介：津川雅彦
- 原久子：加藤治子

## スタッフ
- 脚本：竹山洋
- プロデュース：久世光彦、日留川雄二、浅生憲章
- 演出：浅生憲章、猪原達三、戸髙正啓、久世光彦
- 主題歌：スピッツ「スカーレット」
- 挿入歌：スピッツ「初恋クレイジー」、玉置浩二「メロディー」[1]
- 制作：KANOX、TBS

## 放送日程
| 各話                                                       | 放送日  | サブタイトル     | 演出     | 視聴率 |
| ---------------------------------------------------------- | ------- | ---------------- | -------- | ------ |
| 第1話                                                      | 1月05日 | サチコの脱走     | 浅生憲章 | 15.8%  |
| 第2話                                                      | 1月12日 | サチコの危機     | 浅生憲章 | 13.9%  |
| 第3話                                                      | 1月19日 | サチコの離婚     | 浅生憲章 | 14.7%  |
| 第4話                                                      | 1月26日 | サチコの沈没     | 猪原達三 | 14.8%  |
| 第5話                                                      | 2月02日 | サチコの初体験!  | 戸髙正啓 | 11.6%  |
| 第6話                                                      | 2月09日 | サチコの接吻     | 浅生憲章 | 12.0%  |
| 第7話                                                      | 2月16日 | 涙がキラリ☆      | 戸髙正啓 | 11.0%  |
| 第8話                                                      | 2月23日 | サチコの肩たたき | 浅生憲章 | 12.1%  |
| 第9話                                                      | 3月02日 | 母が倒れた       | 猪原達三 | 13.5%  |
| 第10話                                                     | 3月09日 | 手術と結納       | 久世光彦 | 11.5%  |
| 第11話                                                     | 3月16日 | 君を愛してる     | 戸髙正啓 | 11.8%  |
| 第12話                                                     | 3月23日 | 愛のゆくえ       | 浅生憲章 | 11.3%  |
| 最終話                                                     | 3月30日 | サチコの出発     | 戸髙正啓 | 10.0%  |
| 平均視聴率 12.6%（視聴率は関東地区・ビデオリサーチ社調べ） |         |                  |          |        |

## 受賞歴
- 第12回ザテレビジョンドラマアカデミー賞
  - 主題歌賞（スピッツ）